# Hohenberg an der Eger

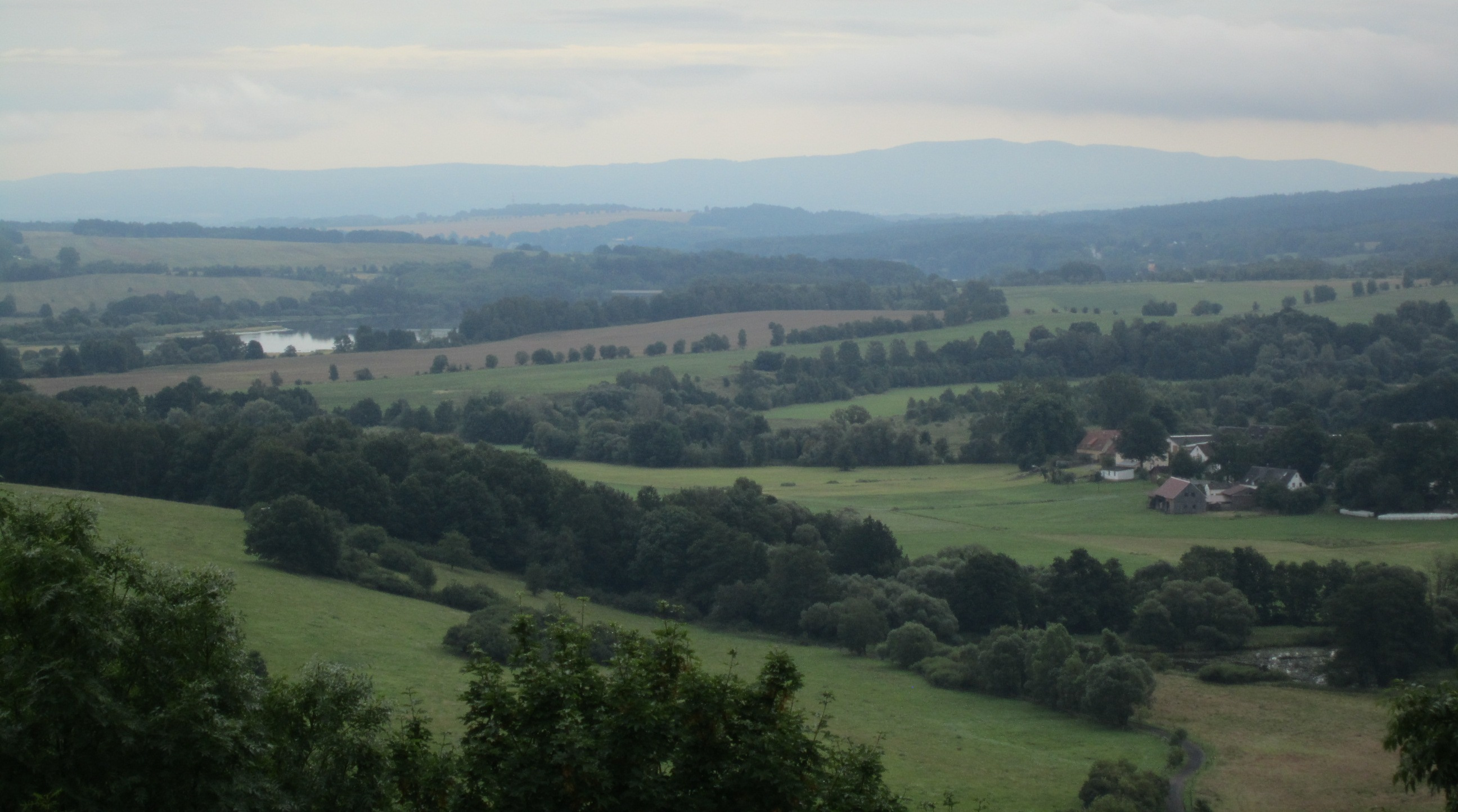
Blick ins Egerland von Burg Hohenberg

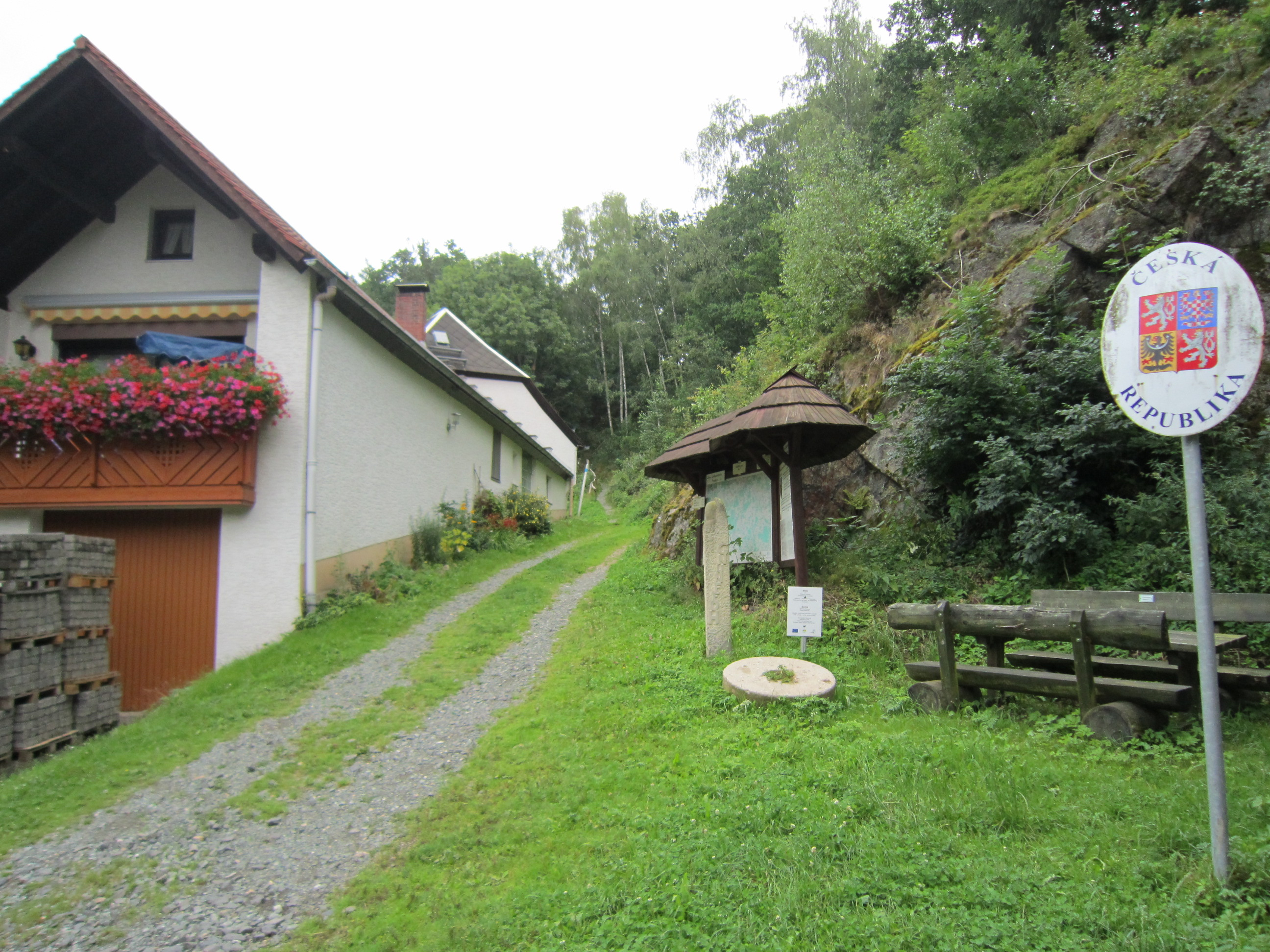
Fußgängerübergang nach Tschechien bei der Hammermühle

Hohenberg an der Eger (amtlich: Hohenberg a.d.Eger) ist eine Stadt im Osten des oberfränkischen Landkreises Wunsiedel im Fichtelgebirge. Hohenberg an der Eger liegt an der Bayerischen Porzellanstraße.

## Geografie

### Geografische Lage
Hohenberg an der Eger liegt am östlichen Rand des Naturparks Fichtelgebirge. Durch die Stadt fließt die Eger. Der 653 Meter hohe Steinberg ist die höchste Erhebung in der Stadt. Hohenberg liegt direkt an der tschechischen Grenze. Zur tschechischen Nachbargemeinde Libá (Liebenstein) besteht ein Grenzübergang in Hammermühle/Dubina (Eichelberg).

### Gemeindegliederung
Hohenberg an der Eger hat zehn Gemeindeteile (in Klammern ist der Siedlungstyp angegeben):
- Confinhaus (Einöde)
- Fohrenlohe (Weiler)
- Hammermühle (Weiler)
- Hohenberg a.d.Eger (Hauptort)
- Königsmühle (Einöde)
- Massemühle (Einöde)
- Neuenmühle (Weiler)
- Neuhaus an der Eger (Dorf)
- Pfeiffermühle (Einöde)
- Sommerhau (Dorf)

## Geschichte
Auf einem steil zur Eger abfallenden Fels steht die Burg, die im Zusammenhang mit der Sicherung der Reichsburg Eger in der Zeit der Staufer entstanden ist. Erstmals wurde urkundlich 1222 ein „Bertholdus de Honberg“ in einer Waldsassener Schenkungsurkunde genannt. Dem reich begüterten Rittergeschlecht gehörte auch die Burg von Wunsiedel und das Burglehen von Eger. Vom Letzten des Geschlechts, Kneußel von Hohenberg, erwarb Burggraf Friedrich III. von Nürnberg 1285 Wunsiedel, wenig später fiel auch Hohenberg an ihn; Hohenberg und Wunsiedel waren damit die ersten Erwerbungen der Hohenzollern im Gebiet der Reichsstadt Eger. 1322 wurde Hohenberg zwar zusammen mit Eger dem Böhmenkönig Johann von Luxemburg verpfändet, die Auslieferung Hohenbergs unterblieb jedoch. 1413 wurde Hohenberg dem Egerer Landgericht endgültig entzogen, es entstand das Amt Hohenberg, eines der sechs Ämter im Sechsämterland des Markgraftums Brandenburg-Bayreuth, das ab 1500 zum Fränkischen Reichskreis gehörte. Um die Burg entstand eine dörfliche Siedlung mit Herbergen, einer Schenkstatt und einer Mühle. Ort und Burg waren bis 1799 mit dem Privileg einer kaiserlichen Freistätte ausgestattet. Vier steinerne Säulen (jetzt im Burghof zu sehen) standen an den Eingangswegen des Ortes und grenzten einen Schutzbereich ab. Gelang es Rechtsbrechern, den Schutzbereich zu erreichen, waren sie im Asyl des Kaisers und zunächst frei von Verfolgung.

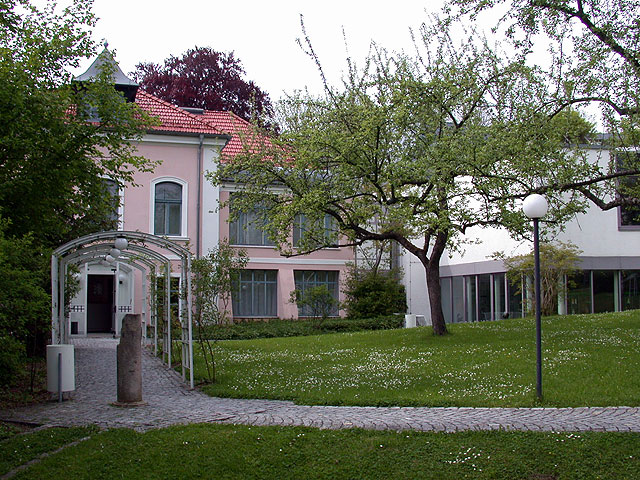
Deutsches Porzellanmuseum

1814 gründete Carolus Magnus Hutschenreuther dort die erste Porzellanfabrik im nordostbayerischen Raum, die spätere C. M. Hutschenreuther AG Hohenberg. In der ehemaligen Fabrikantenvilla ist das Deutsche Porzellanmuseum, eine Abteilung des Porzellanikons (mit den Standorten Hohenberg an der Eger und Selb), untergebracht.
Der ehemalige Markt im Landkreis Rehau wurde am 29. April 1960 zur Stadt erhoben und am 1. Juli 1972 nach Auflösung des Landkreises Rehau dem Landkreis Wunsiedel im Fichtelgebirge zugeschlagen.
Im Zuge der Gebietsreform in Bayern wurde am 1. Januar 1978 die Gemeinde Neuhaus an der Eger eingegliedert. Am 1. April 1980 kam ein Teil des gemeindefreien Gebietes Wunsiedel im Fichtelgebirge hinzu. Am 1. April 2013 kam ein Teil des Hohenberger Forstes ebenfalls zum Stadtgebiet.
Im April 2014 wurde das Baumdenkmal für die Deutsche Einheit anlässlich des 25. Jahrestages der deutschen Wiedervereinigung gepflanzt.

## Einwohnerentwicklung
Zwischen 1988 und 2018 sank die Einwohnerzahl von 1518 auf 1439 um 79 bzw. um 5,2 %.

## Politik und Öffentliche Verwaltung
Die Gemeinde ist Mitglied der Verwaltungsgemeinschaft Schirnding.

### Stadtrat
Die Kommunalwahlen führten zu folgenden Sitzverteilungen im Stadtrat:
| Partei | 2002     | 2008     | 2014     | Nachwahl 2014 | 2020     |
| ------ | -------- | -------- | -------- | ------------- | -------- |
| CSU    | 6 Sitze  | 6 Sitze  | 6 Sitze  | 7 Sitze       | 6 Sitze  |
| SPD    | 6 Sitze  | 6 Sitze  | 6 Sitze  | 5 Sitze       | 6 Sitze  |
| Gesamt | 12 Sitze | 12 Sitze | 12 Sitze | 12 Sitze      | 12 Sitze |

Erster Bürgermeister ist Jürgen Hoffmann.

### Wappen
| Wappen von Hohenberg an der Eger | Blasonierung: „Gespalten; vorne geviert von Silber und Schwarzen, hinten in Rot auf grünem Bergkegel ein blau bedachter silberner Burgturm.“ |
| Wappen von Hohenberg an der Eger | Wappengeschichte: Markgraf Albrecht Alcibiades verlieh dem Ort 1549 das Wappen mit der Umschrift DES FREIN BERGS HOHENBERG. Der Stempel ist überliefert und befindet sich im Besitz der Stadt. Das Bild zeigt ebenso wie eine farbige Abbildung von 1581 und ein Kalenderblatt von 1767 im geteilten Schild vorne die Zollernvierung und hinten die Burg. Die Vierung von Silber und Schwarz weist auf die Burggrafen von Nürnberg, die 1285 mit der Burg belehnt wurden und seit 1413 die Ortsherrschaft innehatten. Sie richteten dort ein Amt ein, eines der Sechsämter im Fichtelgebirge. 1819 zeigte die Zollernvierung die Farben Gold und Silber. Hinten standen oben nebeneinander ein silberner Turm in Rot und ein leeres goldenes Feld, unten in Blau ein natürlicher schräger Berg aus Felsblöcken. Die Wiederannahme des alten Wappens erfolgte 1850. Dieses Wappen wird seit 1549 geführt. |

### Städtepartnerschaften
Partnergemeinden der Stadt sind:

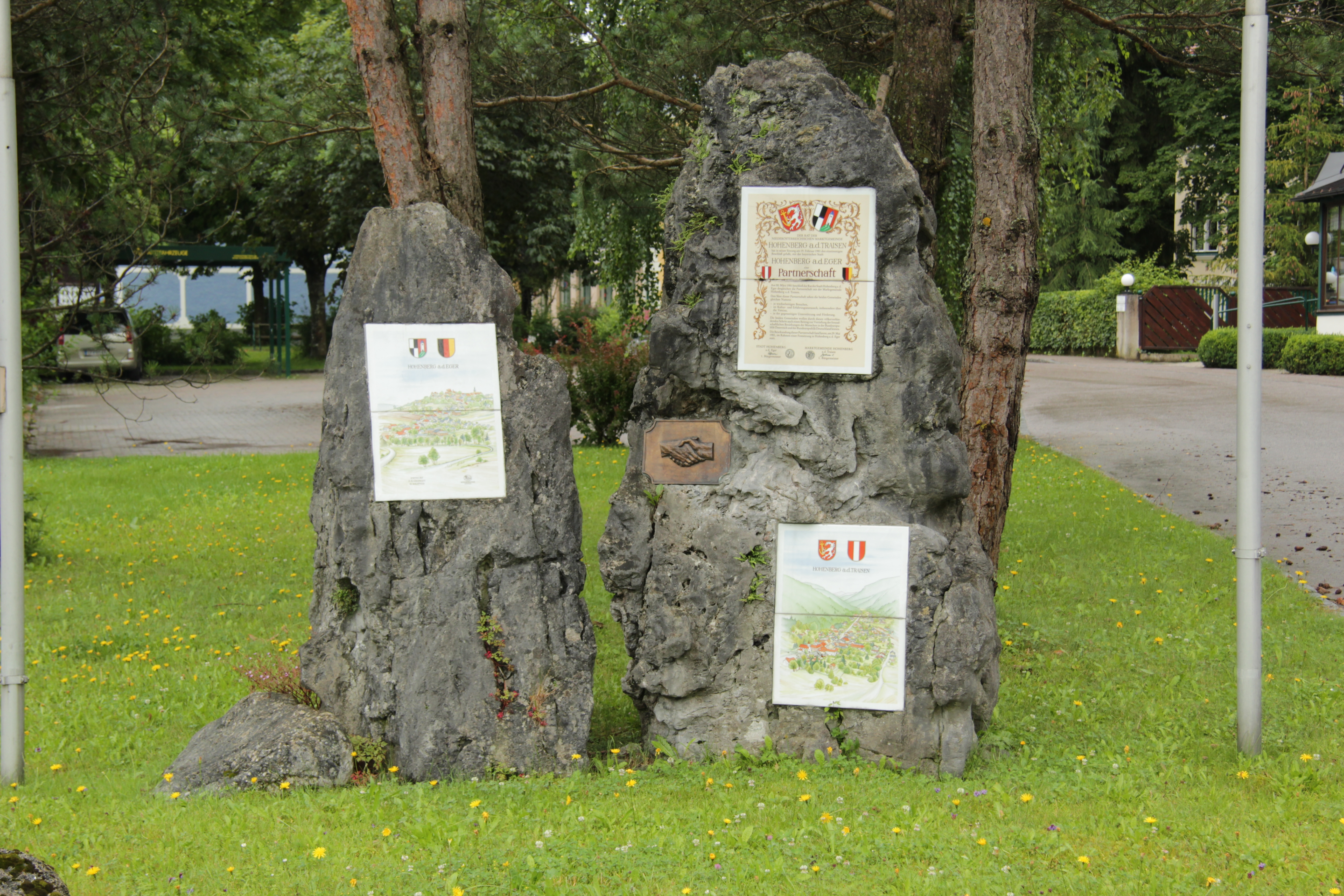
Gedenksteine zur Partnerschaft mit Hohenberg an der Eger in Hohenberg, Niederösterreich

- Balatonkeresztúr in Ungarn (seit 1991)
- Hohenberg in Niederösterreich (seit 1981)
- Libá in Tschechien (seit 2007)

## Kultur und Sehenswürdigkeiten

### Museen
Im Porzellanikon werden auf 2000 m² Porzellane aus drei Jahrhunderten gezeigt, die einen umfassenden Einblick in Kulturgeschichte und Wandel der Porzellanerzeugnisse geben. Dreimal jährlich wechseln Sonderausstellungen mit regionalen, nationalen und internationalen Partnern und Themen. Das Museum gehört zusammen mit den 16 Kilometer entfernten Porzellanmuseen in Selb zum Museumskomplex Porzellanikon.

### Burg Hohenberg

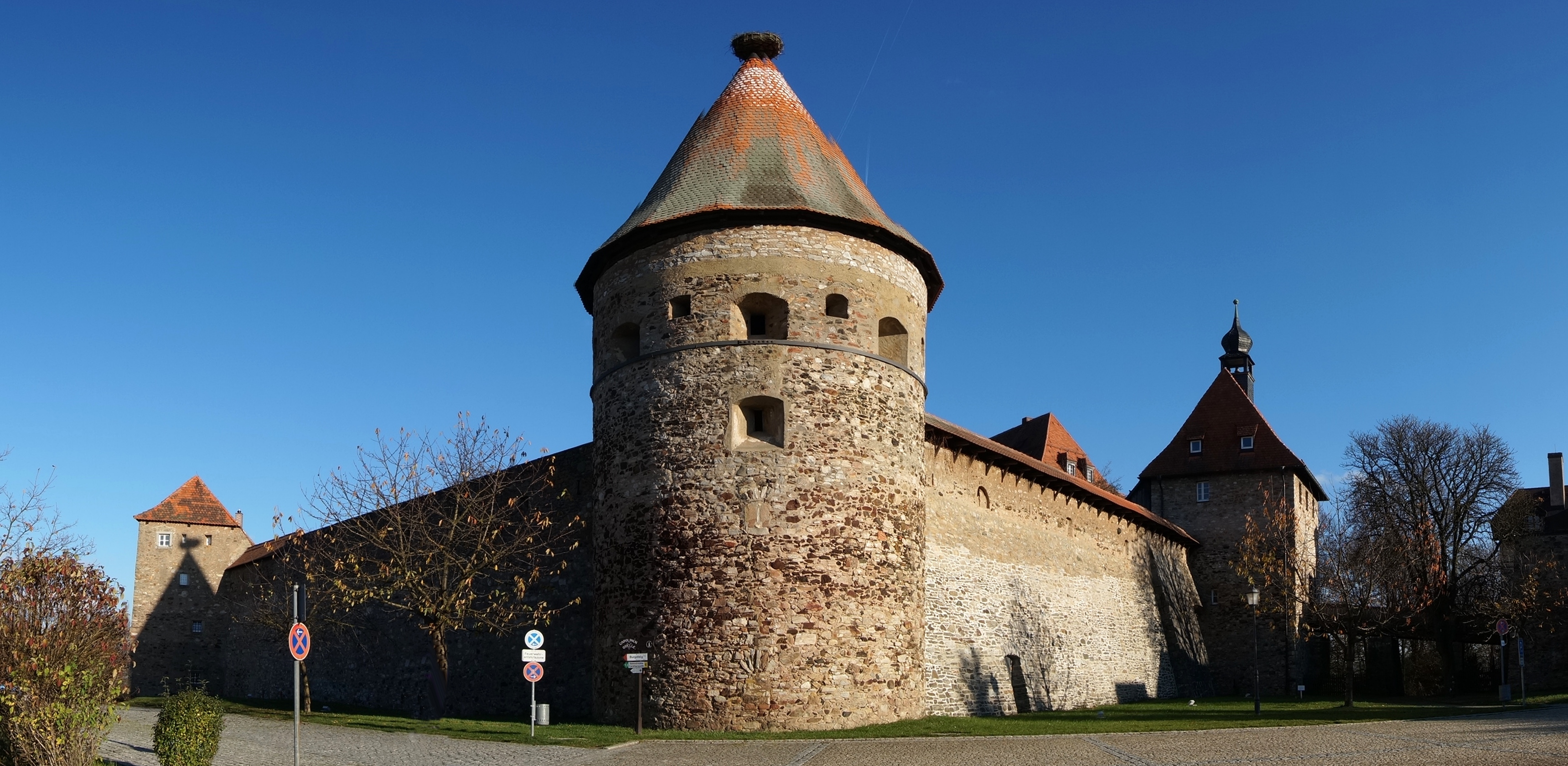
Burg Hohenberg

Die Burg Hohenberg ist die besterhaltene Burg im Fichtelgebirge. Sie bildet ein Sechseck mit drei runden und zwei eckigen Türmen sowie der Vorburg. Auch der Wehrgang ist teilweise erhalten. Im Burghof steht das Fürstenhaus von 1666 (ehemaliges märkgräfliches Jagdschloss), weiterhin befinden sich dort Geleitsäulen und ein steinerner Getreidemetzen aus staufischer Zeit.

### St.-Elisabeth-Kirche

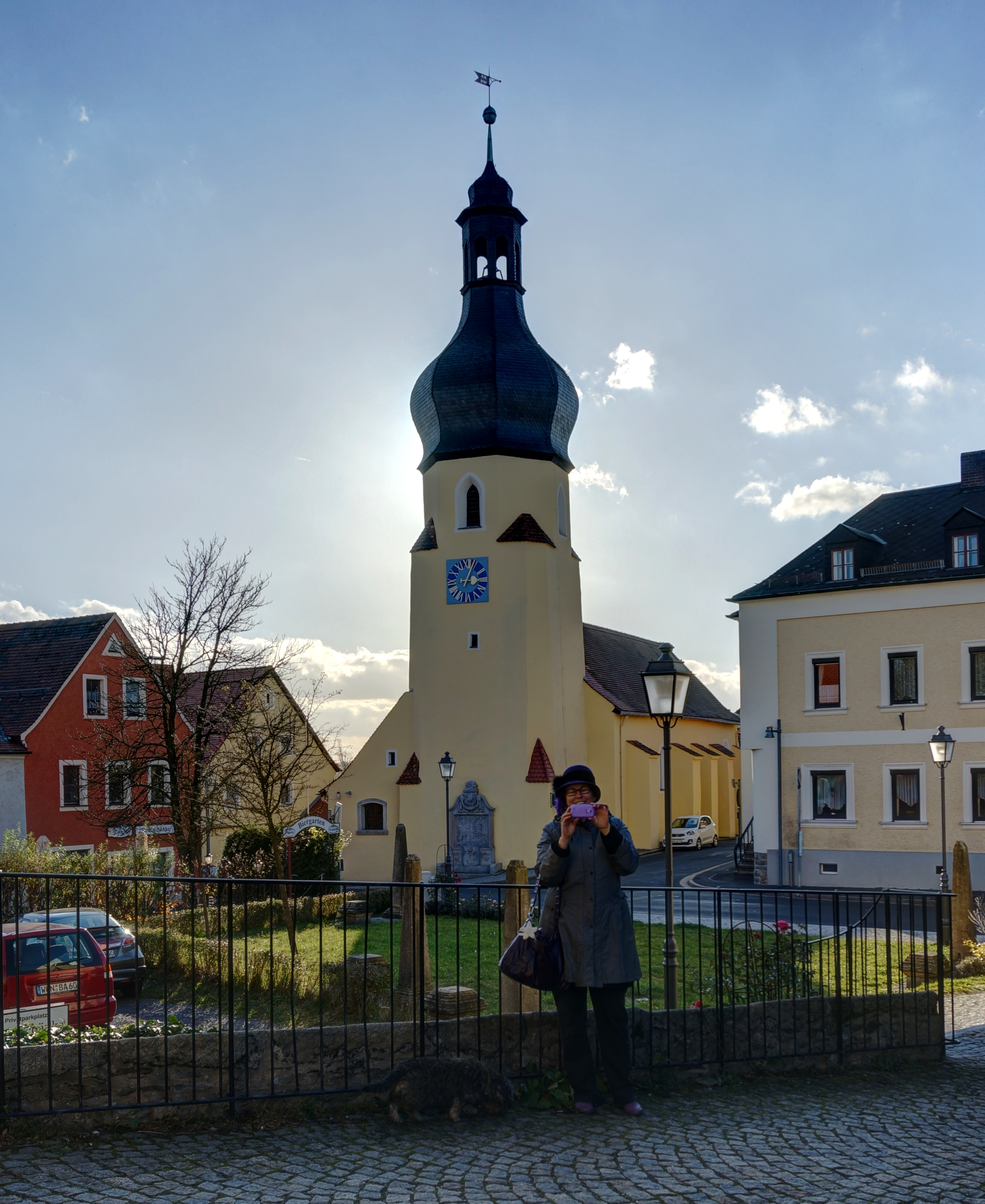
St.-Elisabeth-Kirche

Im Jahre 1421 wurde erstmals eine Burgkapelle erwähnt. Nach zahlreichen Um- und Erweiterungsbauten wurde gegen Ende des Zweiten Weltkriegs 1945 der Sakralbau weitgehend zerstört. Nach dem Wiederaufbau konnte die Kirche im November 1949 wieder eingeweiht werden. 1959 erhielt der Glockenturm seine heutige Form. Anfang der 1990er Jahre und 2010 wurde die Kirche erneut renoviert.

### Carolinenquelle
Unmittelbar an der Eger befindet sich östlich von Hohenberg in der Nähe der Straße nach Fischern die Carolinenquelle. Die Anlage, die Teil des Netzes von Quellen im Egergebiet beiderseits der deutsch-tschechischen Grenze ist, wurde im Rahmen der grenzüberschreitenden Aktion Sprudelndes Egerland renoviert.

### Ehemaliges Forsthaus
Die ursprüngliche Funktion des Hauses ist nicht klar. 1792 wurde das Gebäude als barockes Forsthaus ausgestattet. Sehenswert sind die Spindeltreppe aus Eichenholz im Eingangsbereich und die Malereien mit Deckenstuck im Jagdzimmer. Das Haus ist als Milchhof bekannt. Im Zweiten Weltkrieg war dort die Vergabestelle für Milchrationen.

### Bodendenkmäler

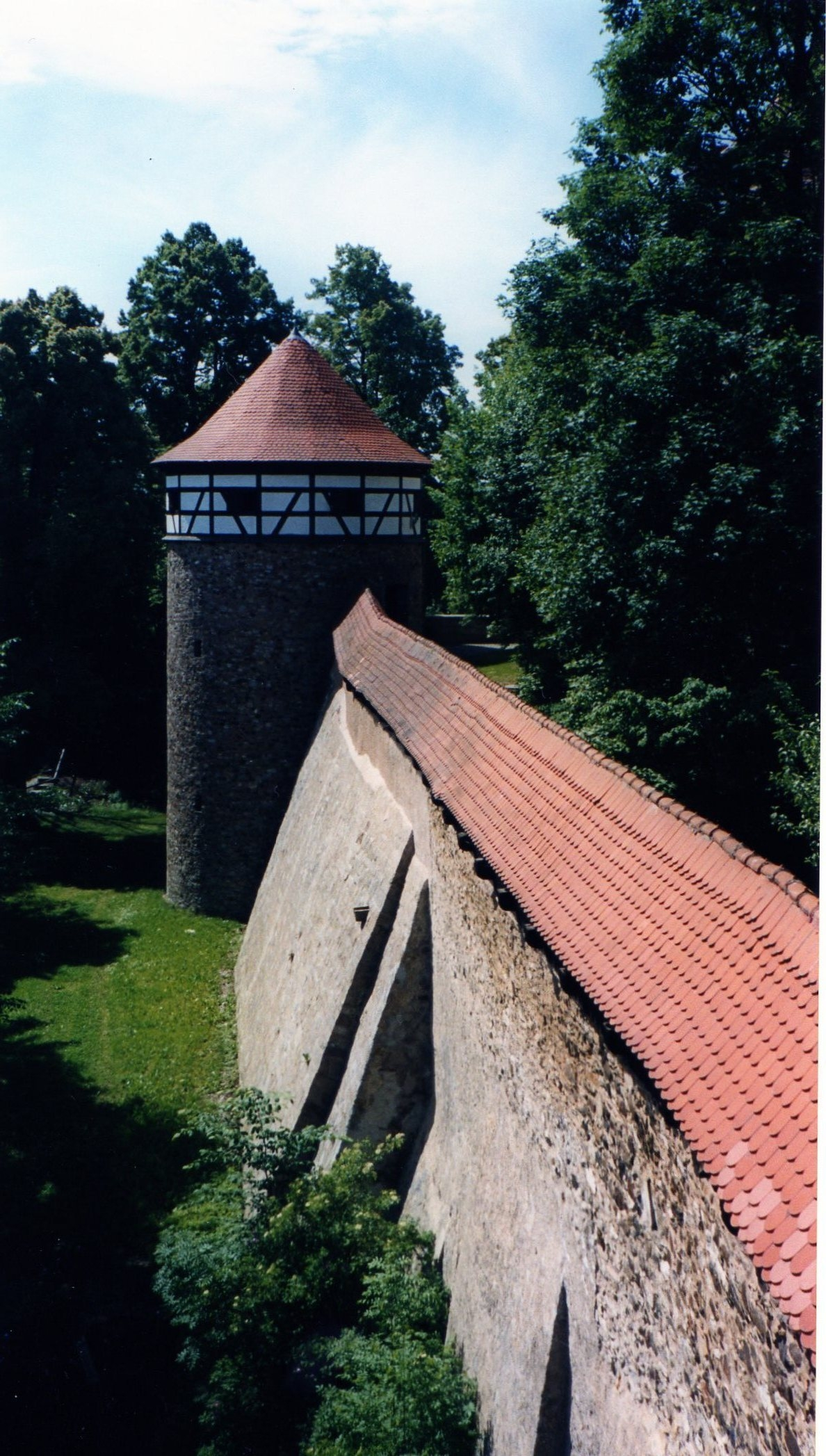
Turm und Befestigungsanlage der Burg Hohenberg an der Eger
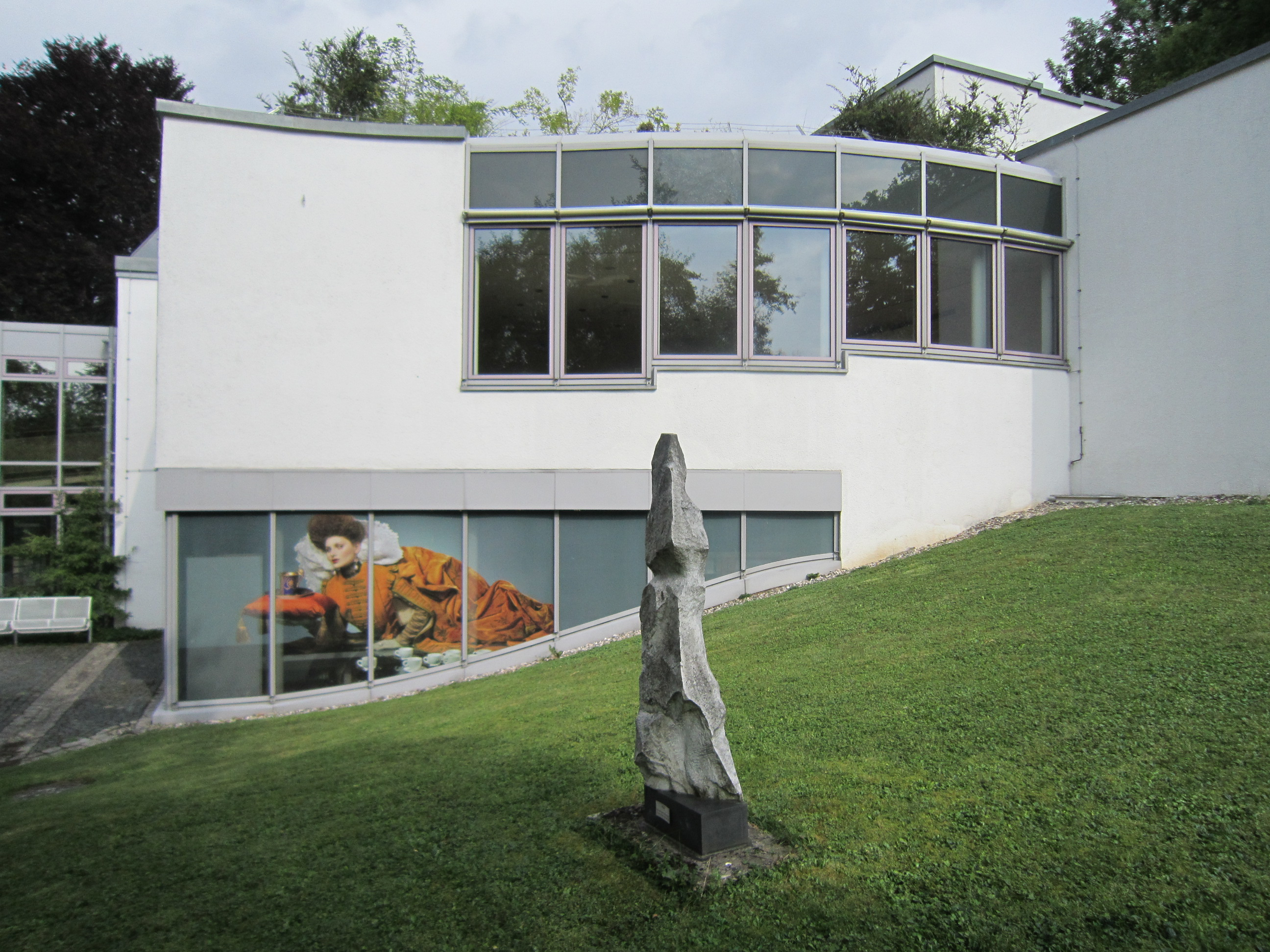
Neubau des Deutschen Porzellanmuseums
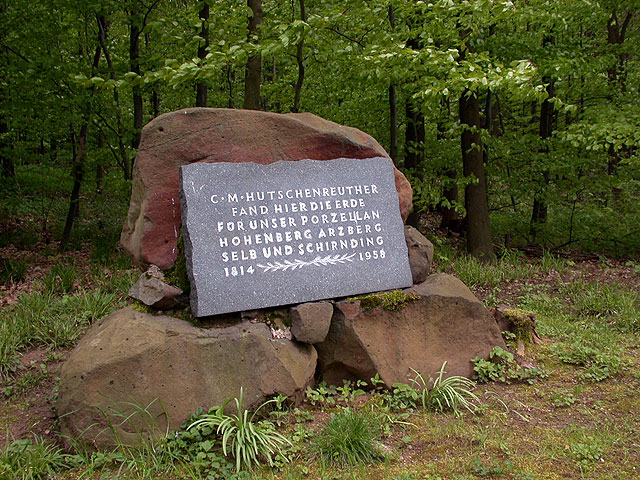
Gedenkstein zu Ehren C. M. Hutschenreuthers
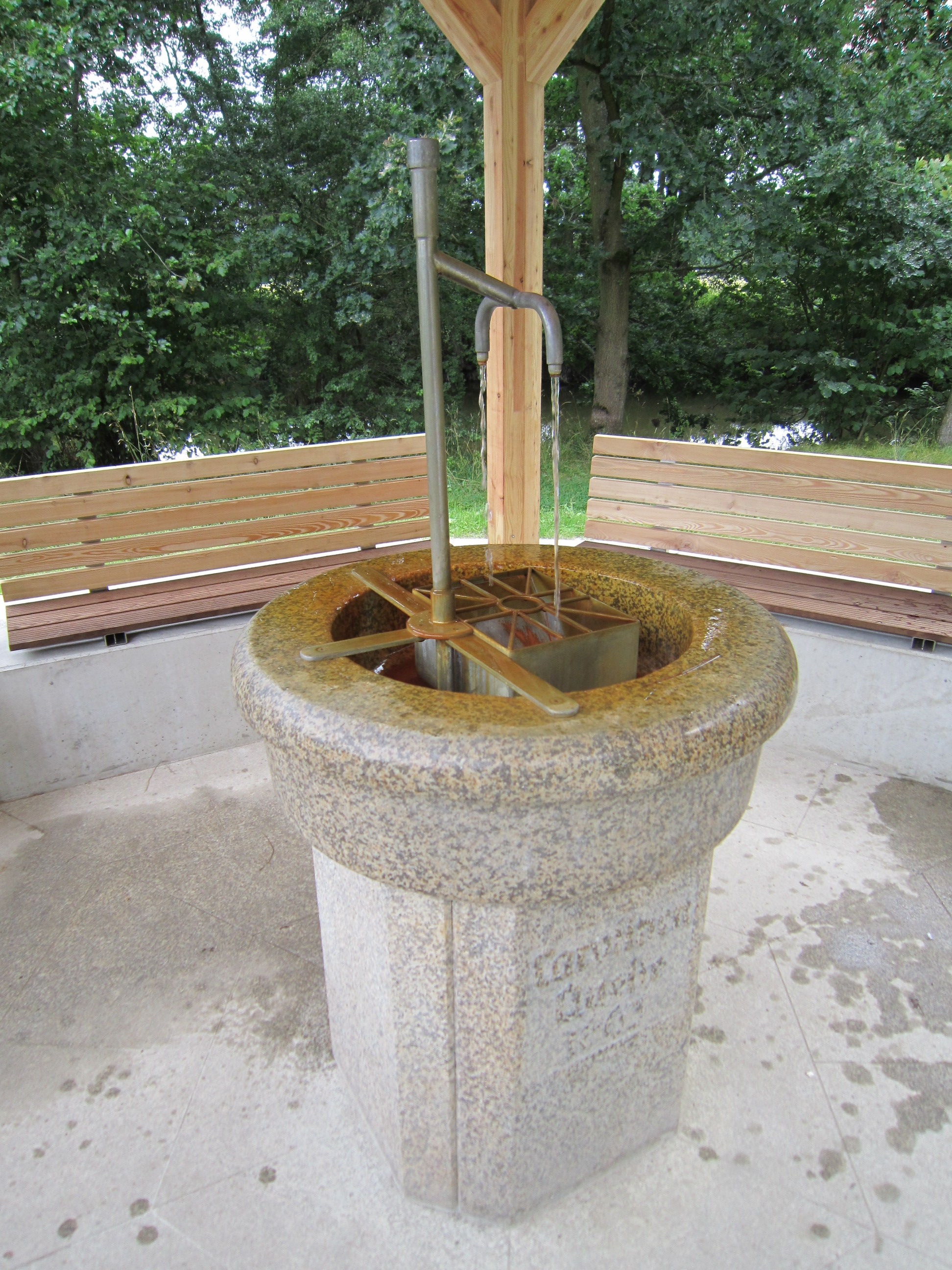
Carolinenquelle

### Baumdenkmal für die Deutsche Einheit
Das Baumdenkmal für die Deutsche Einheit wurde anlässlich des 25. Jahrestages der deutschen Wiedervereinigung von Ideengeber Werner Erhardt, Bürgermeister Jürgen Hoffmann, Albrecht Schläger (Regionalvorsitzender der Schutzgemeinschaft Deutscher Wald), Vize-Landrat Gerald Schade und einem Jungen aus Hohenberg in der Nähe der Carolinenquelle im April 2014 gepflanzt.

## Wirtschaft

### Ansässige Unternehmen
- Hohenberger Tapetenmanufaktur GmbH
- Gewandschneiderei Your-Dark-Dream GbR
- Feiler GmbH Frottier- und Chenille–Weberei
- Ü-Haus GmbH, Fertig- und Tinyhäuser

### Seniorenhaus
Das Anfang Oktober 2017 eröffnete Seniorenhaus inmitten der Kleinstadt Hohenberg a.d. Eger umfasst eine Tagespflege, eine ambulant betreute Wohngemeinschaft für intensivpflegebedürftige Menschen, eine ambulant betreute Wohngemeinschaft für pflegebedürftige Menschen und eine Begegnungsstätte für alle Interessierten und alle Bürger in und um Hohenberg an der Eger. Es wurde nach der japanischen Geschäftsfrau Kazuko Yamakawa benannt, die rund 3,5 Millionen Euro für das Projekt der Gemeinde stiftete. Die Spende machte die Unternehmerin aus Dankbarkeit für eine über 40-jährige Geschäftspartnerschaft mit der Textilfirma Feiler, die das Grundstück gesponsert hat. Feiler gilt weltweit als führender Hersteller von echter, buntgewebter Chenille und fertigt ausschließlich am Standort Hohenberg. 90 Prozent der japanischen Frauen kennen das Unternehmen und seine Produkte.

## Persönlichkeiten

### Ehrenbürger
- Kazuko Yamakawa (* 1943), Unternehmerin, vermarktete Hohenberger Textilprodukte in Japan[16]
- Hugo Auvera (1857–1918), Ökonom, königlicher Kommerzienrat, Mitinhaber und Geschäftsführer der Porzellanwerke C. M. Hutschenreuther AG in Hohenberg

### Söhne und Töchter der Stadt
- Lorenz Hutschenreuther (1817–1886), Porzellanfabrikant und Begründer der Lorenz Hutschenreuther AG in Selb
- Karl Stöhr (1859–1931), Architekt, Baumeister und geheimer Kommerzienrat
- Theodor Kärner (1884–1966), Porzellanbildner und Tierbildhauer
- Kurt Mantel (1905–1982), Forstwissenschaftler

### Persönlichkeiten, die mit der Stadt in Verbindung stehen
- Hans von Kotzau (vor 1398–nach 1468), Amtmann von Hohenberg
- Carolus Magnus Hutschenreuther (1794–1845), gründete in Hohenberg die erste Porzellanfabrik im nordbayerischen Raum.